# Đô thăng thứ
Đô thăng thứ là một cung thứ dựa trên nốt Đô thăng (C#), bao gồm các nốt sau Đô#, Re#, Mi;, Fa#, Sol#, La, Si. Bộ khóa của nó có 4 dấu thăng.
Cung thể tương đương (relative key) với nó là cung Mi trưởng và cung thể cùng bậc (parallel key) với nó là cung Đô thăng trưởng.
Chỉ có hai bản giao hưởng trong thế kỷ XVIII được viết ở cung này. Một bản do Joseph Martin Kraus soạn, ông cũng nhận thấy rằng viết nhạc với cung này rất khó sau khi ông đã viết lại bản nhạc ở cung Đô thứ. Thậm chí vào hai thế kỷ tiếp theo, bản Giao hưởng giọng Đô thăng thứ cũng hiếm có. Có hai bản đáng chú ý là Giao hưởng số 5 của Mahler và Giao hưởng số 7 của Prokofiev
Domenico Scarlatti đã viết hai bản sonata cho đàn phím ở cung Đô thăng thứ, K. 246 và K. 247. Sau khi bản Sonata Ánh trăng của Beethoven's được viết, cung nhạc này được viết thường xuyên hơn cho piano.
Joseph Haydn không viết bất cứ tác phẩm nào ở cung này còn Mozart thì chỉ có một tác phẩm.

## Các tác phẩm viết ở cung này
- All That She Wants - Ace of Base
- Barbie Girl - Aqua
- Because - The Beatles
- California Dreamin' - The Mamas and the Papas
- Hungarian Rhapsody Số 2 - Franz Liszt
- Oops I Did It Again - Britney Spears
- Crush - Jennifer Paige
- La Isla Bonita - Madonna
- Echoes - Pink Floyd
- Sonata Ánh trăng - Ludwig van Beethoven
- Have A Nice Day - Bon Jovi
- Message in the Bottle - The Police
- Butterfly - Smile
- Prelude ở Đô thăng thứ Op. 3 số 2 (Bells of Moscow) - Sergei Rachmaninoff
- Nhớ về Hà Nội - Hoàng Hiệp (phần đầu bài hát, phần sau là ở cung Sol trưởng)
- Étude Op.10 số 4 - Frédéric Chopin
- Nocturne số 20 - Frédéric Chopin
- Étude Op.25 số 7 - Frédéric Chopin
- Symphony số 4 - Tansman
- Nocturne Op.27 số 1 - Frédéric Chopin
- Étude số 8 - Heitor Villa-Lobos
- Étude Op.2 số 1 - Scriabin
- Fantaisie-Impromptu - Frédéric Chopin
- Lux Aurumque
- Messe solennelle - Louis Vierne